# Diputación Provincial de Río Muni
La Diputación Provincial de Río Muni fue una institución pública de Río Muni (España), de la que fue órgano de gobierno y administración provincial.

## Historia
En 1959 los Territorios Españoles del Golfo de Guinea adquirieron el estatus de provincias españolas ultramarinas, similar al de las provincias metropolitanas. Por la ley de 30 de julio de 1959, adoptaron oficialmente la denominación de Región Ecuatorial Española y se organizó en dos provincias: Fernando Poo y Río Muni.
En septiembre de 1960 quedó constituida la Diputación Provincial de Río Muni (presidida por José Vedú), luego de celebrarse elecciones provinciales. Ese mismo año se eligieron los primeros procuradores en Cortes guineanos, algunos de los cuales lo fueron en representación de la Diputación de Río Muni.
La diputación constaba de un total de diez miembros, de los cuales cinco eran elegidos por consejos locales y los otros cinco por corporaciones.
La diputación se mantendría durante la etapa autonómica iniciada en 1964, siendo sus presidentes Andrés Moisés Mba Ada y posteriormente Federico Ngomo. La Diputación Provincial de Río Muni pasaría a formar parte de la Asamblea General de Guinea Ecuatorial, de la cual Ngomo asumió la presidencia en 1965.
Tras la independencia de Guinea Ecuatorial, la Diputación de Río Muni fue sustituida por el Consejo Provincial de Río Muni, presidido por Miguel Eyegue.